# بریوزوفسکی (باشقیرستان)
بریوزوفسکی (انگلیسی: Beryozovsky, Republic of Bashkortostan) یک شهرک در شهرستان ملئوزوفسکی استان باشقیرستان کشور روسیه است.